# 保宁军
保宁军，方镇名。
（1）唐兴元元年（784年）改河东节度使置，治太原府（今山西太原市西南晋源镇）。辖境相当今山西省太原、阳泉、盂县、昔阳、祁县、文水、阳曲等市县。贞元三年（787年）复为河东节度使。
（2）后蜀时置，治阆州（今四川阆中县）。辖境相当今四川省阆中、仪陇、剑阁、巴中等市县。北宋初废。